# 茹鲁
茹鲁是巴西帕拉伊巴州的一个市镇。总面积403.276平方公里，总人口9692人，人口密度24人/平方公里。